# Protiv vjetra i oluje
Protiv vjetra i oluje (šp. Contra viento y marea) meksička je telenovela produkcijske kuće Televisa. U glavnim ulogama su Marlene Favela, Sebastian Rulli,  Ernesto D'Alessio i Adriana Fonseca. Osim u Meksiku, telenovela je prikazivana u SAD-u, Bosni i Hercegovini, Sloveniji, Makedoniji i Hrvatskoj.

## Sažetak
Natalia Ríos mlada je i lijepa djevojka koja živi s tetom Ines u prekrasnom gradiću Comali. Arcadio, tetin suprug, čovjek je bez morala koji pokuša silovati Nataliju te je na kraju proda u bijelo roblje. Natalia završi u bordelu gdje joj se smiluje Valente koji joj pomogne pobjeći. Ubrzo su oboje uhvaćeni i Valente se sukobi s razbojnicima ne bi li je spasio. Ona uspije pobjeći i stiže u svoje selo gdje zatječe tetu koja umire. Ona je zamoli neka otiđe živjeti s gospođom Carlotom, s obitelji Serrano. Gospodin Teodoro Serrano i njegova kći Sandra srdačno je prihvate, no Apolonia, Carlotina kći, ne prihvaća ju.
U selu Santa Rosi del Mar živi Sebastian sa svojom obitelji koja ga je posvojila: s Amparo, koja ga nikad nije prihvatila, njezinim sinom Eduardom, s kojim je Sebastian uvijek imao pravi bratski odnos, i bakom Doñom Cruz. Jednoga dana Sebastian obrani Eduarda od pijanoga čovjeka koji ostane ležati na ulici. Neznanac iskoristi priliku te okrade i ubije čovjeka, a za sve je optužen Sebastian.
Nakon nekoliko godina Natalia upozna Eduarda na sveučilištu. On se u nju zaljubi, no ona ga voli samo kao brata. Sebastian izlazi ranije iz zatvora, zbog dobrog vladanja i želi to proslaviti s prijateljima. No, sudbina je htjela da upozna Nataliju kad ju je morao braniti od svojih raskalašenih prijatelja. Iako se nakon toga više nisu sreli, Natalia i Sebastian neprestano misle jedno na drugo. On je očajan jer nigdje ne može naći posao pa sreću odluči potražiti u Mexico Cityju. Ondje mu sudbina ponovno dovodi Nataliju te si oni napokon izjavljuju ljubav. Ona mu obeća pomoći naći posao u tvornici za konzerviranje tune, čiji je vlasnik obitelj Serrano.
U međuvremenu, Apolonia traži nezakonita sina kojeg je rodila u mladosti i dala ga na posvojiti Amparinom suprugu. Amparo uviđa prigodu okoristiti se vlastitim sinom te govori Apoloniji da je Eduardo njezin sin. U pokušaju da zadobije njegovu ljubav, Apolonia ga zaposli u tvornici i obeća da će mu ispuniti sve želje. Kad čuje da je Eduardo zaljubljen u Nataliju, čini sve ne bi li prisilila Nataliju da se uda za njega. No, Natalia voli Sebastiana i neće popustiti. Tek kad se Eduardo teško razboli i liječnik kaže da neće još dugo živjeti, Natalia će ponovno razmisliti hoće li se udati za njega...

## Uloge
| Glumac                 | Lik                             |
| ---------------------- | ------------------------------- |
| Marlene Favela         | Natalia Ríos                    |
| Sebastián Rulli        | Sebastian Cárdenas              |
| Ernesto D'Alessio      | Eduardo Cárdenas                |
| Adriana Fonseca        | Sandra Serrano Rudell           |
| Kika Edgar             | Regina Campos                   |
| Azela Robinson         | Apolonia Rudell de Serrano      |
| Evita Muñoz 'Chachita' | Doña Cruz Cárdenas              |
| Beatriz Sheridan       | Carlota Rudell                  |
| Eduardo De Gortari     | Juan Manuel                     |
| Nicky Mondellini       | Constanza Sandoval de Balmaceda |
| Armando Araiza         | Imanol Balmaceda Sandoval       |
| Alberto Estrella       | Valente Ortigosa                |
| Silvia Manríquez       | Amparo Cárdenas                 |
| Alexis Ayala           | Ricardo Sandoval                |
| Miguel Galván          | Adán                            |
| Julio Camejo           | Saúl Trejo 'Veneno'             |
| Mariana Ávila          | Zarela Balmaceda Sandoval       |
| Carmen Amezcua         | Lucía                           |
| Ana Luisa Peluffo      | Bibi de la Macorra              |
| Juan Carlos Serrán     | Poručnik Ruiz                   |
| Alex Sirvent           | Chema                           |
| Daniel Habif           | Frank Balmaceda Sandoval        |
| Marco Méndez           | Renato                          |
| Myrrah Saavedra        | Yuraima                         |
| Lis Vega               | Juncal                          |
| Irina Areu             | La Colorada                     |
| Sylvia Suárez          | Adelina                         |
| Yula Pozo              | Tirsa                           |
| Yolanda Ventura        | Isabel                          |
| Alfonso Munguía        | Domingo Rojas                   |
| Patricia Romero        | Odalis                          |
| Carlos Balart          | Rodas                           |
| Aleida Núñez           | Perla                           |
| José Luis Cantú        | Cheleque                        |
| Úrsula Montserrat      | Rita                            |
| Carlos Colín           | Beni                            |
| Xorge Noble            | El Tuerto                       |
| Julio Monterde         | Otac                            |
| Uberto Bondoni         | Almeja                          |
| Roberto Ballesteros    | Arcadio                         |
| Kelchie Arizmendi      | Fuensanta                       |
| Luis Couturier         | Teodoro Serrano                 |
| Kendra                 | Amanecer                        |
| Lucero Lander          | Ines Soler                      |
| Arturo Peniche         | Nazario                         |
| Jorge Poza             | Mateo Lizárraga                 |